# Tearwave
I Tearwave sono un gruppo dream pop/shoegaze originario dalla città di Buffalo nello stato di New York e formato da Doug White e da Jennifer Manganiello.
Il loro suono è debitore dei gruppi inglesi degli anni 80 come i Cocteau Twins.
I loro album sono stati pubblicati per l'etichetta Projekt di Sam Rosenthal fondatore dei Black Tape for a Blue Girl. 

## Discografia
- Tearwave (2007, Project)
- Different Shades of Beauty (2008, Projekt)